# Strzelectwo na Letnich Igrzyskach Olimpijskich 1900 – karabin dowolny stojąc, 300 m
Strzelanie z karabinu dowolnego stojąc z odl. 300 m było jedną z ośmiu konkurencji strzeleckich na Igrzyskach w Paryżu. Startowało 30 zawodników z 6 krajów.

## Medaliści
| Złoto                    | Srebro             | Brąz                              |
| ------------------------ | ------------------ | --------------------------------- |
| Lars Jørgen Madsen Dania | Ole Østmo Norwegia | Charles Paumier du Vergier Belgia |

## Wyniki
| Miejsce | Zawodnik                   | Kraj       | Punkty |
| ------- | -------------------------- | ---------- | ------ |
| złoto   | Lars Jørgen Madsen         | Dania      | 305    |
| srebro  | Ole Østmo                  | Norwegia   | 299    |
| brąz    | Charles Paumier du Vergier | Belgia     | 298    |
| 4       | Paul Van Asbroeck          | Belgia     | 297    |
| 5       | Franz Böckli               | Szwajcaria | 294    |
| 6       | Emil Kellenberger          | Szwajcaria | 292    |
| 7       | Jules Bury                 | Belgia     | 282    |
| 7       | Alfred Grütter             | Szwajcaria | 282    |
| 9       | Helmer Hermansen           | Norwegia   | 280    |
| 10      | Auguste Cavadini           | Francja    | 278    |
| 11      | Anders Peter Nielsen       | Dania      | 277    |
| 11      | Viggo Jensen               | Dania      | 277    |
| 13      | Tom Seeberg                | Norwegia   | 275    |
| 14      | Konrad Stäheli             | Szwajcaria | 272    |
| 14      | Marcus Ravenswaaij         | Holandia   | 272    |
| 16      | Olaf Frydenlund            | Norwegia   | 271    |
| 17      | Louis Richardet            | Szwajcaria | 269    |
| 17      | Léon Moreaux               | Francja    | 269    |
| 19      | Maurice Lecoq              | Francja    | 268    |
| 19      | Achille Paroche            | Francja    | 268    |
| 21      | Edouard Myin               | Belgia     | 265    |
| 22      | Axel Kristensen            | Dania      | 261    |
| 22      | Uilke Vuurman              | Holandia   | 261    |
| 24      | René Thomas                | Francja    | 254    |
| 25      | Henrik Sillem              | Holandia   | 249    |
| 26      | Ole Sæther                 | Norwegia   | 239    |
| 26      | Solko van den Bergh        | Holandia   | 239    |
| 28      | Laurids Kjær               | Dania      | 238    |
| 28      | Antoine Bouwens            | Holandia   | 238    |
| 30      | Joseph Baras               | Belgia     | 233    |